# Texas gyilkos földjén
A Texas gyilkos földjén (eredeti cím: Texas Killing Fields) 2011-es amerikai bűnügyi film, amelyet Ami Canaan Mann rendezett. A főbb szerepekben Sam Worthington, Jeffrey Dean Morgan, Jessica Chastain és Chloë Grace Moretz látható. 
A projekt forgatókönyvét a Houston és Galveston közötti 45-ös autópálya (I-45) több mint 30 mérföldes szakaszán, a Texas Killing Fields néven ismert területen és környékén elkövetett gyilkosságok története ihlette. A valós események között szerepelnek olyan nők meggyilkolása, akiket az I-45-ös autóút mentén elterülő városokból raboltak el és holttesteiket számos területen, többek között Texas City olajmezőit körülvevő különböző öblökben hagyták. Míg a való életben több vándorló sorozatgyilkos is érintett volt az évek során, a film konkrét helyi Texas City-i gyanúsítottakra összpontosít.
Az Amerikai Egyesült Államokban 2011. október 14-én mutatták be a mozikban. A 68. Velencei Nemzetközi Filmfesztiválon is bemutatkozott.

## Cselekmény
Mike Sauder és Brian High texasi rendőrnyomozók egy prostituált meggyilkolása ügyében nyomoznak. A gyilkossági nyomozás egy másik lány hasonló megölésével keresztezi egymást. Minden nyom a texasi földekre vezet, egy olyan helyre, amelyet a helyiek elátkozottnak tartanak. Több tucat olyan lány holttestét találták meg a földön, akiknek a gyilkosságai megoldatlanok maradtak.
Mindkét nyomozónak vannak problémái a magánéletében. Az egyik a mentális leépülés szélén áll a gyilkos megtalálásának vágyától hajtva, a másik pedig a volt feleségével (aki egyben a kollégája is) való kapcsolata miatt szenved. Emellett mindkét nyomozót összeköti a problémás családban felnövő kislány, Ann iránti aggodalmuk.
Az elkövetők nyomára bukkannak, egy helyi fekete stricit és fehér segédjét nevezték meg a gyilkosságok gyanúsítottjaként. Annt azonban hamarosan elrabolják és kiderül, az áldozatul esett  lányok meggyilkolása mögött mások állnak.

## Szereplők
| Színész             | Szerep              | Magyar hang   |
| ------------------- | ------------------- | ------------- |
| Sam Worthington     | Mike Souder nyomozó | Széles Tamás  |
| Jeffrey Dean Morgan | Brian Heigh nyomozó | Harmath Imre  |
| Jessica Chastain    | Pam Stall nyomozó   | Major Melinda |
| Chloë Grace Moretz  | Ann Sliger          | Mánya Zsófia  |
| Jason Clarke        | Rule                | Anger Zsolt   |
| Annabeth Gish       | Gwen Heigh          | Agócs Judit   |
| Sheryl Lee          | Lucie Sliger        | Ősi Ildikó    |
| Stephen Graham      | Rhino               | Elek Ferenc   |

## A film készítése
Eredetileg Danny Boyle rendezte volna a filmet, mielőtt otthagyta a projektet, a helyére pedig Ami Canaan Mann, Michael Mann rendező lánya került, aki egyben a film producere is. Boyle szerint a film "annyira komor, hogy sosem fog elkészülni".
A tengerentúlon az Entertainment Film Distributors, egy brit cég forgalmazta. A forgatás 2010. május 3-án kezdődött Louisianában.

## Filmzene
A filmzenét Dickon Hinchliffe (korábban a Tindersticks tagja) szerezte, kivéve három zeneszámot, amelyeket a The Americans jegyez.

## Fordítás
- Ez a szócikk részben vagy egészben  a   Texas Killing Fields (film) című angol Wikipédia-szócikk fordításán alapul.  Az eredeti cikk szerkesztőit annak laptörténete sorolja fel. Ez a jelzés csupán a megfogalmazás eredetét és a szerzői jogokat jelzi, nem szolgál a cikkben szereplő információk forrásmegjelöléseként.